# 圣欧班勒吉夏尔
圣欧班勒吉夏尔（法語：Saint-Aubin-le-Guichard，法語發音：[sɛ̃.t‿obɛ̃ lə ɡiʃaʁ]）是法国厄尔省的一个旧市镇，位于该省西南部，属于贝尔奈区。2016年1月1日，圣欧班勒吉夏尔和相邻的另外15个市镇合并为新市镇乌什地区梅尼勒（Mesnil-en-Ouche）。

## 地理
圣欧班勒吉夏尔（49°2'22"N, 0°42'1"E）面积11.13 平方千米，位于法国诺曼底大区厄尔省，该省份为法国北部内陆省份，北起滨海塞纳省，西接奧恩省和卡爾瓦多斯省，南至厄尔-卢瓦省，东临瓦兹省、瓦兹河谷省和伊夫林省。
与圣欧班勒吉夏尔接壤的市镇（或旧市镇、城区）包括：乌什地区梅尼勒、博蒙勒罗歇、科讷维尔-拉富克蒂耶尔、古蒂耶尔。

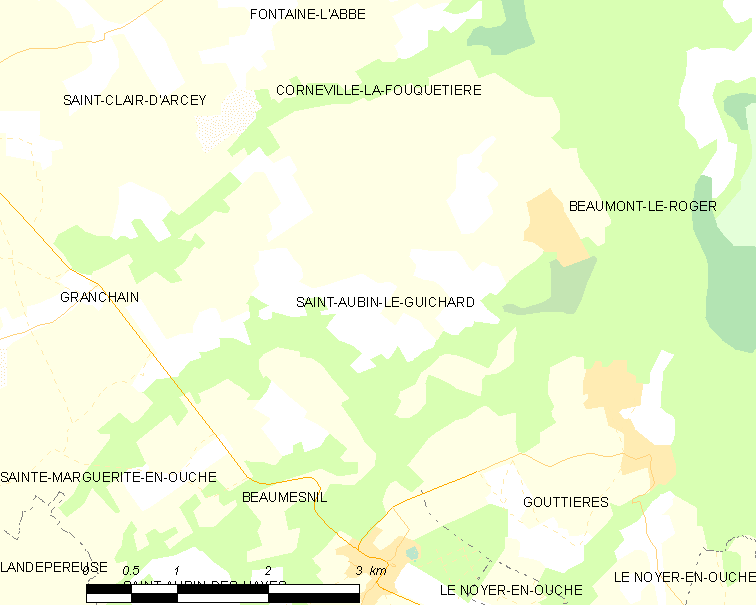
圣欧班勒吉夏尔的OSM定位图

圣欧班勒吉夏尔的时区为UTC+01:00、UTC+02:00（夏令时）。

## 行政
圣欧班勒吉夏尔的邮政编码为27410，INSEE市镇编码为27515。

## 政治
圣欧班勒吉夏尔所属的省级选区为贝尔奈县。

## 人口

1962-2008年间圣欧班勒吉夏尔人口变化图示

圣欧班勒吉夏尔于2018年1月1日时的人口数量为297人。